# Mangrovispora pemphii
Mangrovispora pemphii är en svampart som beskrevs av K.D. Hyde & Nakagiri 1991. Mangrovispora pemphii ingår i släktet Mangrovispora, ordningen Phyllachorales, klassen Sordariomycetes, divisionen sporsäcksvampar och riket svampar.   Inga underarter finns listade i Catalogue of Life.